# Mark Stiekema
Mark Stiekema (ur. 9 lipca 1986 w Stadskanaal) – holenderski żużlowiec, występujący również na długim torze i na trawie.

## Życiorys
Trzykrotny finalista indywidualnych mistrzostw świata na długim torze (2010 – XXII miejsce, 2011 – XXV miejsce, 2012 – XXIV miejsce). Czterokrotny medalista drużynowych mistrzostw świata na długim torze: trzykrotnie srebrny (2008, 2009, 2011) oraz brązowy (2010).
Czterokrotny medalista indywidualnych mistrzostw Holandii na torze trawiastym: złoty (2012) oraz trzykrotnie srebrny (2007, 2009, 2011). Wielokrotny finalista indywidualnych mistrzostw Europy na torze trawiastym (najlepsze wyniki: 2008 – IV miejsce, 2011 – V miejsce). 
Wielokrotny finalista indywidualnych mistrzostw Holandii na torze klasycznym (najlepsze wyniki: trzykrotnie IV miejsca w latach 2006, 2007, 2008).